# Аньєс Мартен-Люган
Аньєс Мартен-Люган (фр. Agnès Martin-Lugand; нар. 1979, Сен-Мало, Франція) — сучасна французька письменниця, психолог. Авторка бестселеру «Щасливі люди читають книжки і п'ють каву», виданого в 2013 році.

## Біографія
Народилася у французькому портовому місті Сен-Мало. З дитинства мріяла бути письменницею, однак вивчилася на психолога. Шість років пропрацювала в клініці Руана, залишивши медичну практику після народження сина.
Одружена, має двох синів.

## Творчість
Виховуючи першого сина, Мартен-Люган написала свій перший роман «Щасливі люди читають книжки і п'ють каву», який надіслала у чотири видавництва. Із жодним з них так і не вдалося підписати контракт. Авторка опублікувала роман на сайті Amazon власним коштом. Книга дуже швидко стала популярною серед користувачів. Через деякий час велике паризьке видавництво «Michel Lafon» придбало права на видання роману. Книжка вийшла у світ у 2013 році і з того часу була перекладена багатьма європейськими мовами. Було продано 300 000 примірників видання.
У 2014 році вийшла друга книжка письменниці — «Щастя в моїх руках».
У 2015 році вийшло продовження роману «Щасливі люди читають книжки і п'ють каву» під назвою «Закохані в книги не сплять поодинці».

## «Щасливі люди читають книжки і п'ють каву»
Бестселер французької письменниці Аньєс Мартен-Люган — це сумна і красива історія жінки, яка після загибелі коханого чоловіка і маленької доньки втрачає сенс існування. Діна перестала працювати, спілкуватися, виходити з дому. Щоб розібратися в собі та залишитися на самоті головна героїня їде з Парижа до невеличкого ірландського містечка, де заново вчиться жити, кохати, відчувати. Книга про життя, поділене на «до» і «після», про самотність, надію, любов і віру в себе.

## Екранізації
У 2015 році права на видання першого роману «Щасливі люди читають книжки і п'ють каву» придбав американський кінопродюсер Гарві Вайнштейн.

## Українські переклади
- Щасливі люди читають книжки і п'ють каву / Аньєс Мартен-Люган ; пер. з фр. Л. Кононовича. — Львів : Видавництво Старого Лева, 2016. — 160 с. — ISBN 978-617-679-284-0 [Архівовано 29 квітня 2016 у Wayback Machine.].
- Щастя в моїх руках / Аньєс Мартен-Люган ; пер. з фр. Л. Кононовича. — Львів : Видавництво Старого Лева, 2017. — 566 с. — ISBN 978-617-679-355-7.
- Закохані в книжки не сплять на самоті / Аньєс Мартен-Люган ; пер. з фр. Л. Кононовича. — Львів : Видавництво Старого Лева, 2017. — 240 с. — ISBN 978-617-679-310-6.
- Вибачте, на мене чекають / Аньєс Мартен-Люган; пер. з фр. І. Славінської. - Львів : Видавництво Старого Лева, 2021. — 392 с. — ISBN 978-617-679-895-8.